# Olympische Jugend-Sommerspiele 2018/Teilnehmer (Kuba)
| Gelbes Symbol für Goldmedaillen mit stilisierten Olympischen Ringen | Graues Symbol für Silbermedaillen mit stilisierten Olympischen Ringen | Braundes Symbol für Bronzemedaillen mit stilisierten Olympischen Ringen |
| ------------------------------------------------------------------- | --------------------------------------------------------------------- | ----------------------------------------------------------------------- |
| 4                                                                   | —                                                                     | 2                                                                       |

Die Jugend-Olympiamannschaft aus Kuba für die III. Olympischen Jugend-Sommerspiele vom 6. bis 18. Oktober 2018 in Buenos Aires (Argentinien) bestand aus 19 Athleten.

## Athleten nach Sportarten

### Beachvolleyball
Jungen
- Miguel Angel Ayon Picayo
- Jorge Luis Alayo Moliner
5. Platz

### Bogenschießen
Jungen
- Hazael Rodríguez
Einzel: 17. Platz
Mixed: 17. Platz (mit Catalina Gnoriega  Vereinigte Staaten)

### Judo
| Mädchen - Nahomys Acosta Klasse bis 52 kg: Bronze Mixed: 5. Platz (im Team Los Angeles) | Jungen - Kimy Bravo Klasse bis 66 kg: 5. Platz Mixed: 9. Platz (im Team Montreal) |

### Leichtathletik
| Mädchen - Keily Pérez 100 m Hürden: 6. Platz - Rosaidi Robles Stabhochsprung: 10. Platz - Zulia Hernández Dreisprung: 10. Platz - Melany del Pilar Matheus Diskuswurf: Gold - Alegna Osorio Hammerwurf: Bronze | Jungen - Lester Lescay Weitsprung: Gold - Jordan Díaz Dreisprung: Gold - Niesterle Castillo Kugelstoßen: 7. Platz |

### Ringen
Mädchen
- Yetzis Ramírez
Freistil bis 65 kg: 8. Platz
- Milaimys Marín
Freistil über 73 kg: Gold

### Rudern
| Mädchen - Marelis González Einer: 8. Platz | Jungen - Alexei Carballosa Einer: 14. Platz |

### Triathlon
| Mädchen - Niuska Figueredo Einzel: 26. Platz Mixed: 12. Platz (im Team Amerika 4) | Jungen - Alejandro Rodríguez Einzel: 22. Platz Mixed: 12. Platz (im Team Amerika 4) |